# Diplostephium affine
Diplostephium affine là một loài thực vật có hoa trong họ Cúc. Loài này được Wedd. mô tả khoa học đầu tiên.